# Grand Prix Hassan II 2017 - Qualificazioni singolare
Le qualificazioni del singolare del Grand Prix Hassan II 2017 sono state un torneo di tennis preliminare per accedere alla fase finale della manifestazione. I vincitori dell'ultimo turno sono entrati di diritto nel tabellone principale. In caso di ritiro di uno o più giocatori aventi diritto a questi sono subentrati i lucky loser, ossia i giocatori che hanno perso nell'ultimo turno ma che avevano una classifica più alta rispetto agli altri partecipanti che avevano comunque perso nel turno finale.

## Teste di serie
1. Tarō Daniel (qualificato)
2. Evgenij Donskoj (primo turno)
3. Marius Copil (primo turno, ritirato)
4. Sergiy Stakhovsky (qualificato)

1. Andrej Rublëv (primo turno)
2. Roberto Carballés Baena (primo turno)
3. Luca Vanni (ultimo turno, Lucky loser)
4. Lee Duck-hee (ultimo turno)

## Qualificati
1. Tarō Daniel
2. Gianluigi Quinzi

1. Laslo Đere
2. Sergiy Stakhovsky

### Lucky loser
1. Luca Vanni

## Tabellone

### Legenda
| - Q = Qualificato - WC = Wild card - LL = Lucky loser | - ALT = Alternate - SE = Special Exempt - PR = Protected Ranking | - w/o = Walkover - r = Ritirato - d = Squalificato |

### Sezione 1
|  | Primo turno | Primo turno     | Primo turno   | Primo turno | Primo turno |  |  | Ultimo turno | Ultimo turno | Ultimo turno | Ultimo turno | Ultimo turno |  |
|  |             |                 |               |             |             |  |  |              |              |              |              |              |  |
|  | 1           | Tarō Daniel     | Tarō Daniel   | 6           | 6           |  |  |              |              |              |              |              |  |
|  | WC          | Taha Tifnouti   | Taha Tifnouti | 0           | 1           |  |  | 1            | Tarō Daniel  | Tarō Daniel  | 7            | 7            |  |
|  |             | Íñigo Cervantes | 7             | 5           | 5           |  |  | 7            | Luca Vanni   | Luca Vanni   | 64           | 62           |  |
|  | 7           | Luca Vanni      | 68            | 7           | 7           |  |  |              |              |              |              |              |  |

### Sezione 2
|  | Primo turno | Primo turno       | Primo turno       | Primo turno | Primo turno |  |  | Ultimo turno | Ultimo turno     | Ultimo turno     | Ultimo turno | Ultimo turno |  |
|  |             |                   |                   |             |             |  |  |              |                  |                  |              |              |  |
|  | 2           | Evgenij Donskoj   | 63                | 6           | 3           |  |  |              |                  |                  |              |              |  |
|  |             | Gianluigi Quinzi  | 7                 | 3           | 6           |  |  |              | Gianluigi Quinzi | Gianluigi Quinzi | 6            | 6            |  |
|  |             | Alexander Zhurbin | Alexander Zhurbin | 3           | 1           |  |  | 8            | Lee Duck-hee     | Lee Duck-hee     | 2            | 3            |  |
|  | 8           | Lee Duck-hee      | Lee Duck-hee      | 6           | 6           |  |  |              |                  |                  |              |              |  |

### Sezione 3
|  | Primo turno | Primo turno    | Primo turno    | Primo turno | Primo turno |  |  | Ultimo turno | Ultimo turno   | Ultimo turno   | Ultimo turno | Ultimo turno |  |
|  |             |                |                |             |             |  |  |              |                |                |              |              |  |
|  | 3           | Marius Copil   | Marius Copil   | 1           | r           |  |  |              |                |                |              |              |  |
|  |             | Laslo Đere     | Laslo Đere     | 6           |             |  |  |              | Laslo Đere     | Laslo Đere     | 6            | 6            |  |
|  |             | Alexander Ward | Alexander Ward | 7           | 6           |  |  |              | Alexander Ward | Alexander Ward | 4            | 2            |  |
|  | 5           | Andrej Rublëv  | Andrej Rublëv  | 65          | 4           |  |  |              |                |                |              |              |  |

### Sezione 4
|  | Primo turno | Primo turno             | Primo turno             | Primo turno | Primo turno |  |  | Ultimo turno | Ultimo turno      | Ultimo turno      | Ultimo turno | Ultimo turno |  |
|  |             |                         |                         |             |             |  |  |              |                   |                   |              |              |  |
|  | 4           | Sergiy Stakhovsky       | Sergiy Stakhovsky       | 6           | 6           |  |  |              |                   |                   |              |              |  |
|  | WC          | Ayoub Chekrouni         | Ayoub Chekrouni         | 0           | 2           |  |  | 4            | Sergiy Stakhovsky | Sergiy Stakhovsky | 7            | 6            |  |
|  |             | Aleksandr Bublik        | Aleksandr Bublik        | 6           | 6           |  |  |              | Aleksandr Bublik  | Aleksandr Bublik  | 5            | 0            |  |
|  | 6           | Roberto Carballés Baena | Roberto Carballés Baena | 4           | 4           |  |  |              |                   |                   |              |              |  |